# 速見領
速見 領（はやみ りょう、1954年6月3日 - ）は、日本の俳優、ナレーター、司会者。東京都出身。プロダクション・タンクに所属していた。

## 人物
身長は175cm、体重は78kg。
太陽プロモーション新人養成所の出身。
特技は殺陣、日舞、乗馬、スキー、ゴルフ、スキンダイビング、スポーツ一般、阿波踊り、囃子。

## 出演

### テレビドラマ
NHK
- 中学生日記
- 連続テレビ小説
  - 澪つくし（1985年）
  - 凛凛と（1990年）
  - 君の名は（1991年）
  - 天うらら（1998年）
- まんが道（1986年 - 1987年）
- 少年（1986年10月25日）
- 太平記（1991年） - 大友氏時 役
- 腕におぼえあり 第1シリーズ（1992年）
- 私が愛したウルトラセブン（1993年） - キリヤマ・カオル（中山昭二）役
- 宝引辰捕者帳（1995年）
- 夢暦長崎奉行（1996年）
- 素敵に女ざかり2（1998年）
- 農家のヨメになりたい（2004年）

日本テレビ
- 太陽にほえろ!
  - 第568話「悲しい汗」（1983年）
  - 第702話「教室」（1986年）
  - 第712話「小鳥のさえずり」（1986年）
- 地方記者・立花陽介7 信州上田通信局（1997年）
- 女医（1999年）

TBS
- サラリーマン金太郎（1999年）
- ケイゾク 第3話「盗聴された殺人」（1999年）

フジテレビ
- TEAM（1999年）
- ザ・美容室（2000年）
- 編集王（2000年）
- 金曜プレステージ / 事件記者〜警視庁記者クラブ〜（2008年）
- 医療捜査官 財前一二三（2012年）

テレビ朝日
- 土曜ワイド劇場 / 整形花嫁の復讐（1985年）
- はぐれ刑事純情派
- ゴリラ・警視庁捜査第8班
- はみだし刑事情熱系
- 相棒
  - season1 第1話「警視総監室にダイナマイト男が乱入! 刑事が人質に!? 犯罪の影に女あり…」（2002年10月9日） - 花の里の客
  - season2 第4話「消える銃弾」（2003年11月5日） - ゴルフバッグを持っていた男 ※「速水領」名義
  - season8 第1話「カナリアの娘」（2009年10月14日） - 今宮幸夫

読売テレビ
- 天国への階段（2002年）

テレビ東京
- 経済ドキュメンタリードラマ ルビコンの決断（2009年 - 2010年）
- 水曜ミステリー9 / 刑事吉永誠一 涙の事件簿 第9作「迷い骨」（2012年）
- 釣りバカ日誌〜新入社員 浜崎伝助〜 第7話（2015年12月4日） - 飯沼忠雄 役

BS-TBS
- ケータイ刑事 銭形愛 第17話「相手が必ず死ぬ女 〜お見合い殺人事件〜」（2003年）

### 映画
- しあわせ家族計画（2000年）
- 陽はまた昇る（2002年）
- ロスト・イン・トランスレーション（2003年）
- 不撓不屈（2006年）

### バラエティー
- TokYo,Boy

### CM
- ビオフェルミン製薬 新ビオフェルミンS錠

### VP
- 銀行防犯

### 舞台
- 季節はずれのドラキュラ
- くるくる眼の杢助
- 上州土佐百両首
- 新撰組
- スター
- 寝顔
- ミュージカル タッチ （1987年、イマジン） - 柏葉監督 役

### ナレーション
- 衛星放送ゴルフレッスン
- NEWS23
- ニュースステーション
- モーニングEye

## 司会業
- Interop Tokyo
- コミュニケーション東京
- データショウ
- ビジネスシヨウ
- ワールドEXPO